# Krishna Sobti
Krishna Sobti (18 février 1925 - 25 janvier 2019) est un écrivaine et essayiste indienne de langue hindi,. Elle remporte le Sahitya Akademi Award (en) en 1980 pour son roman Zindaginama,  et en 1996, elle reçoit la bourse Sahitya Akademi, la plus haute distinction décernée par l'Akademi. En 2017, elle reçoit aussi le prix Jnanpith pour sa contribution à la littérature indienne. 
Sobti est surtout connue pour son roman de 1966, Mitro Marajani, une représentation sans vergogne de la sexualité d'une femme mariée. Elle reçoit également le premier prix Katha Chudamani en 1999, pour l'ensemble de ses réalisations littéraires, en plus de remporter le prix Shiromani en 1981, le Hindi Academy Award en 1982 et le Shalaka Award de la Hindi Academy Delhi. En 2008, son roman Samay Sargam est sélectionné pour le Vyas Samman, institué par la Fondation KK Birla. 
Considéré comme la grande dame de la littérature hindi, Krishna Sobti est née à Gujrat, au Pendjab, maintenant au Pakistan ; elle écrit également sous le nom de Hashmat et publié Hum Hashmat, une compilation de portraits à la plume d'écrivains et d'amis. Ses autres romans sont Daar Se Bichchuri, Surajmukhi Andhere Ke, Yaaron Ke Yaar et Zindaginama. Certaines de ses nouvelles bien connues sont Nafisa, Sikka Badal Gaya, Badalom ke Ghere. Une sélection de ses œuvres majeures est publiée dans Sobti Eka Sohabata. Un certain nombre de ses œuvres sont maintenant disponibles en anglais et en ourdou. 
En 2005, Dil-o-Danish, traduit en anglais par Reema Anand et Meenakshi Swami chez Katha Books remporte le Crossword Award dans la catégorie traduction de fiction de langue indienne. Ses publications sont traduites dans plusieurs langues indiennes et étrangères telles que le suédois, le russe et l'anglais. 

## Biographie
Sobti est née le 18 février 1925 à Gujrat, dans la province du Pendjab, en Inde britannique (Gujrat est maintenant au Pakistan), Elle fait ses études à Delhi et à Shimla, fréquente l'école avec ses trois frères et sœurs et sa famille travaille pour le gouvernement britannique colonial. Elle commence ses études supérieures au Fatehchand College à Lahore, puis retourne en Inde à l’occasion de la partition de l’Inde. Immédiatement après la partition, elle travaille pendant deux ans en tant que gouvernante pour le maharaja Tej Singh (né en 1943), l'enfant-maharaja de Sirohi au Rajasthan, en Inde. À l'âge de 70 ans, elle épouse l'écrivain Dogri Shivnath, qui, par une coïncidence remarquable, est né le même jour de la même année qu'elle. 
Elle meurt le 25 janvier 2019 à Delhi des suites d'une longue maladie,. 

## Écriture
L'utilisation que Sobti a du punjabi et de l'ourdou idiomatiques lorsqu'elle écrit en hindi s'étend progressivement pour inclure également le rajasthani. Le mélange des cultures ourdou, punjabi et hindi influence la langue utilisée dans ses œuvres. Elle est connue pour utiliser de nouveaux styles d'écriture. Les personnages de ses histoires sont « hardi », « audacieux » et prêts à relever les défis. Sa capacité à adapter le dialecte et la langue à la région dans laquelle elle écrit est saluée par la critique car elle confère de l'authenticité à ses personnages. Cela est également invoqué pour expliquer la difficulté de traduire ses œuvres dans d'autres langues. Bien que les œuvres de Sobti traitent étroitement de questions relatives à l'identité et à la sexualité féminines, elle résiste à l'idée d'être une « écrivaine » et parle de l'importance d'occuper les points de vue masculin et féminin en tant qu'écrivain. 
Son style d'écriture et son idiome, ainsi que son choix de sujets, suscite un certain nombre de critiques. On dit qu'elle utilise trop de blasphèmes dans ses écrits, souvent à titre gratuit, et que son style d'écriture est « peu littéraire ». Elle est aussi accusée d'être obsédée par le sexe, les descriptions du sexe dans ses œuvres sont toujours du point de vue d'un personnage féminin et qu'aucune œuvre de fiction jamais produite par elle n'a manqué de faire figurer un personnage de femme intensément sexualisée. Une sélection de ses œuvres majeures est publiée dans Sobti Eka Sohabata. Ses publications sont traduites dans plusieurs langues indiennes et étrangères telles que le suédois, le russe et l'anglais. 

### Fiction

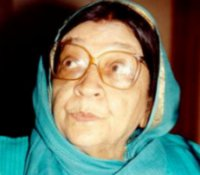
Krishna Sobti

Sobti s'est d'abord établie en tant qu'écrivaine de nouvelles, avec ses histoires Lama (sur un prêtre bouddhiste tibétain) et Nafisa publiées en 1944. La même année, elle écrit son célèbre article sur la partition des Indes, Sikka Badal Gaya, qu'elle envoie à Sachchidananda Vatsyayan, un collègue écrivain et rédacteur en chef du journal, Prateek, qui le publie sans modification. Sobti cite cet événement comme celui ayant confirmé son choix d'écrire de manière professionnelle. 

#### Zindaginama
Sobti soumet le manuscrit de son premier roman, intitulé Channa, à la revue Leader Press à Allahabad en 1952. Le manuscrit est accepté et imprimé. Cependant, Sobti constate en recevant les épreuves que la maison a apporté des modifications textuelles et elle leur envoie alors un télégramme leur demandant de cesser d’imprimer des exemplaires du livre. Sobti déclare que les modifications incluent des changements linguistiques qui altèrent son utilisation des mots punjabi et ourdou par rapport aux mots sanskrits. 
Elle retire le livre de la vente et paye pour que les copies imprimées soient détruites. Sheela Sandhu, éditeur chez Rajkamal Prakashan, la persuade ensuite de revoir le manuscrit. Cette nouvelle édition est publiée par Rajkamal Prakashan : Zindaginama: Zinda Rukh sort en 1979 après une réécriture extensive. Sobti remporte le prix Sahitya Akademi Award l'année suivante. Zindaginama: Zinda Rukh est théoriquement un récit de la vie rurale dans un village du Pendjab, au début des années 1900, mais aborde les préoccupations politiques et sociales de l'époque. L'écrivain et critique Trisha Gupta décrit ce projet comme « une partie du canon littéraire hindi unanimement salué ». Nand Kishore Naval, un critique, le qualifie de « traitement le plus complet, le plus sympathique et le plus sensible des paysans » dans la littérature hindi depuis Munshi Premchand. 
Contentieux contre Amrita Pritam
Peu après la republication de Zindaginama, la poète, romancière et essayiste Amrita Pritam publie un livre intitulé Hardatt Ka Zindaginama. En 1984, Sobti intente une action en dommages et intérêts à l'encontre de Pritam, alléguant que celle-ci avait violé son droit d'auteur en utilisant un titre similaire. La poursuite reste ouverte pendant 26 ans et est finalement rendue en faveur de Pritam, six ans après le décès de celle-ci. Une partie du retard est causée par la disparition d'une boîte de preuves contenant les manuscrits originaux des deux romans. Sobti a depuis exprimé sa déception quant à l’issue de la procédure, notant que son projet initial d’écrire Zindaginama dans le cadre d’une trilogie a été interrompu par le litige,. 

#### Autres travaux
Sobti publie plusieurs autres romans acclamés par la critique. Dar Se Bichhadi (Séparé de la porte de la maison), publié en 1958, a pour cadre une Inde antérieure au partage, et concerne un enfant né d'un mariage transcendant les frontières religieuses et sociales. Il est suivi par Mitro Marjani (En enfer avec toi Mitro !) en 1966, un roman situé dans une région rurale du Punjab qui concernait l'exploration et l'affirmation de sa sexualité par une jeune femme mariée. Mitro Marjani est traduit en anglais par Gita Rajan et Raji Narasimha sous le titre To Hemm with You, Mitro et propulsé Sobti vers la gloire à l'international. Le spécialiste et critique Nikhil Govind déclare que Mitro Marjani « a permis au roman en hindi de sortir de la camisole de force du réalisme social, ou des notions plus stéréotypées de 'fiction féminine' ». Son roman suivant, Surajmukhi Andhere Ke (Tournesols de l'obscurité) est publié en 1972 et traite de la lutte d'une femme pour faire face aux sévices infligés pendant son enfance. Il est précédé de deux nouvelles en 1968, Yaaron Ke Yaar (Amis de mes amis) et Tin Pahar. Ai Ladki (Hey Girl), un roman plus récent, raconte la relation entre une vieille femme sur son lit de mort et sa fille, qui l’accompagne en tant qu’infirmière. Sobti est aussi l'autrice d'un roman autobiographique fictionnel intitulé Gujrat Pakistan Se Gujarat Hindustan Taq (De Gujrat, Pakistan à Gujarat, Inde ). Son plus récent roman est Dil-o-Danish (Cœur et esprit). 

### Non-fiction
Depuis le début des années 1960, Sobti a également publié une série de courtes biographies et de chroniques sous le pseudonyme masculin Hashmat . Celle-ci sont compilées et publiées dans Ham Hashmat en 1977, et les biographies inclus celles de Bhisham Sahni (en), Nirmal Verma, et Namwar Singh. Elle dit à propos de son pseudonyme: "« Nous avons toutes les deux des identités différentes. Je protège, et il révèle ; je suis ancienne, il est nouveau et frais ; nous opérons dans des directions opposées ». Ses chroniques, écrites en tant qu'Hashmat, suscitent les éloges d'auteurs et de critiques, y compris de l'écrivain Ashok Vajpeyi (en), qui affirme à leur propos que « personne n'a écrit de manière aussi attachante sur des écrivains »,  ainsi que de Sukrita Paul Kumar, qui suggère que l’utilisation d’un pseudonyme masculin permet à Sobti d’écrire sans inhibition sur ses pairs. 

## Ouvrages
Vous trouverez ci-dessous une liste de certaines de ses œuvres majeures,,,. 

### Romans
- Zindaginama
- Mitro Marjani
- Daar Se Bichchudi
- Surajmukhi Andhere Ke
- Yaaron Ke Yaar
- Samay Sargam
- Ai Ladaki
- Zindaginama
- Dil-o-Danish
- Badalon ke Ghere
- Gujarat Pakistan Se Gujarat Hindustan
- Hum Hashmat
- Tin Pahad
- Muktibodh: Ek Vyaktitva Sahi Ki Talash Mein
- Shabdon Ke Alok Mein
- Sobti Ek Sohbat
- Lekhak Ka Jantantra
- Marfat Dilli
- Jaini Meharban Singh
- Bouddha ka kamandal Laddakh

### Histoires courtes
- Nafisa
- Sikka Badal gaya
  - extrait (de), trad. Margot Gatzlaff: Die Zeiten haben sich geändert. En Konrad Meisig, dir.: Orientalische Erzähler der Gegenwart. Harrassowitz Verlag, Wiesbaden 1999, p 174 - 180
  - extrait (de), trad. Margot Gatzlaff: Wo ist meine Mutter? ibidem, p. 181 - 186

## Distinctions et récompenses
Sobti remporte le Sahitya Akademi Award (en) pour Zindaginama en 1980 et est nommée membre de la Sahitya Akademi, l'Académie nationale des lettres de l'Inde, en 1996. Dans la citation qui lui est remise à la suite de sa nomination, l’Académie loue son œuvre et son écriture, affirmant : « Renouvelant à chaque étape sa créativité depuis cinq décennies avec de nouvelles perspectives et dimensions, Krishna Sobti considère la littérature comme le véritable terrain de jeu de la vie, et elle créé un miroir formidable à cette vie ». En 2015, elle rend à la fois le prix et sa bourse, citant l'inaction du gouvernement à la suite des émeutes de Dadri, ses préoccupations concernant la liberté d'expression, ainsi que les commentaires formulés par un ministre du gouvernement concernant des écrivains en hindi. 
Le gouvernement indien lui offre le Padma Bhushan en 2010, mais elle décline l'invitation : « En tant qu'écrivaine, je dois rester à l'écart de l'establishment. Je pense avoir fait le bon choix. ». Elle reçoit aussi le prix Jnanpith en 2017 pour sa « contribution novatrice à la littérature indienne ». La Bharatiya Jnanpith mentionne dans la déclaration que « la langue utilisée par Sobti dans ses écrits est influencée par le mélange des cultures hindi, ourdou et punjabi, où ses personnages sont toujours audacieux et hardis - prêts à accepter tous les défis lancés par la société ». 
Elle est également la récipiendaire du prix Shiromani (1981). 